# Simone Niggli-Luder
Simone Niggli-Luder (ur. 9 stycznia 1978 roku w Burgdorfie, Kanton Berno) – najbardziej utytułowana na świecie szwajcarska zawodniczka w biegu na orientację, jej największe osiągnięcia to dwukrotne wygranie (w 2003 i 2005 roku) wszystkich, czterech konkurencji na mistrzostwach świata w biegu na orientację.
Od urodzenia mieszkała w Burgdorfie, gdzie w wieku 10 lat wystartowała w swoich pierwszych zawodach na orientację jako zawodniczka klubu OLV Hindelbank. W kolejnych latach jej wyniki były imponujące, m.in. zdobyła złoty medal na Mistrzostwach Świata Juniorów w 1997 roku. W 2002 roku zaczęła trenować w fińskim klubie Turun Suunnistajat, gdzie spędziła rok. W 2003 roku ukończyła studiować biologię na Uniwersytecie w Bernie oraz w tym samym roku poślubiła Matthiasa Niggli, także biegacza na orientację. Obecnie mieszkają i trenują w Münsingen koło Berna (klub OLV Hindelbank) oraz w Ulricehamn, Szwecja (w klubie Ulricehamns OK od lipca 2003 roku).
Rozgłos przyniosła jej w 2003 wygrana wszystkich, czterech kobiecych konkurencji (sprint, średni dystans, długi dystans oraz w sztafecie razem z Lea Müller i Vroni König-Salmi) w mistrzostwach świata w Rapperswil, Szwajcaria. Sukces ten powtórzyła dwa lata później na mistrzostwach świata w Aichi, Japonia.

## Osiągnięcia
Mistrzostwa świata w biegu na orientację
- złote medale (14)
  - 2001 – długi dystans – Tampere, Finlandia
  - 2003 – długi dystans – Rapperswil, Szwajcaria
  - 2003 – średni dystans – Rapperswil, Szwajcaria
  - 2003 – sprint – Rapperswil, Szwajcaria
  - 2003 – sztafeta – Rapperswil, Szwajcaria
  - 2004 – sprint – Västerås, Szwecja
  - 2005 – długi dystans – Aichi, Japonia
  - 2005 – średni dystans – Aichi, Japonia
  - 2005 – sprint – Aichi, Japonia
  - 2005 – sztafeta – Aichi, Japonia
  - 2006 – długi dystans – Aarhus, Dania
  - 2006 – średni dystans – Aarhus, Dania
  - 2007 – średni dystans – Kijów, Ukraina
  - 2007 – sprint – Kijów, Ukraina
- srebrne medale (1)
  - 2006 – sprint – Aarhus, Dania
- brązowe medale (3)
  - 2001 – sprint – Tampere, Finlandia
  - 2006 – sztafeta – Aarhus, Dania
  - 2007 – długi dystans – Kijów, Ukraina

Mistrzostwa świata juniorów w biegu na orientację
- złote medale (1)
  - 1997 – długi dystans – Leopoldsburg, Belgia
- srebrne medale (1)
  - 1996 – sztafeta – Govora, Rumunia
- brązowe medale (2)
  - 1996 – sztafeta – Govora, Rumunia
  - 1997 – sztafeta – Reims, Francja

Mistrzostwa Europy w biegu na orientację
- złote medale (5)
  - 2002 – długi dystans – Sümeg, Węgry
  - 2004 – długi dystans – Roskilde, Dania
  - 2004 – sprint – Roskilde, Dania
  - 2006 – długi dystans – Otepää, Estonia
  - 2006 – sprint – Otepää, Estonia
- srebrne medale (3)
  - 2000 – średni dystans – Truskawiec, Ukraina
  - 2002 – sztafeta – Sümeg, Węgry
  - 2006 – sztafeta – Otepää, Estonia

World Games
- złote medale (2)
  - 2005 – średni dystans – Duisburg, Niemcy
  - 2005 – sztafeta – Duisburg, Niemcy